# ليونارد ستون
ليونارد ستون (بالإنجليزية: Leonard Stone)‏ هو ممثل أمريكي، ولد في 3 نوفمبر 1923 في الولايات المتحدة، وتوفي بنفس المكان في 2 نوفمبر 2011 بسبب سرطان.

## أعمال

### أفلام
- (1971) ويلي ونكا ومصنع الشيكولاتة

## وصلات خارجية
- ليونارد ستون على موقع IMDb (الإنجليزية)
- ليونارد ستون على موقع أول موفي (الإنجليزية)
- ليونارد ستون على موقع قاعدة بيانات برودواي على الإنترنت (الإنجليزية)
- ليونارد ستون على موقع قاعدة بيانات الفيلم (الإنجليزية)